# Glăvănești
Glăvăneşti é uma comuna romena localizada no distrito de Bacău, na região de Moldávia. A comuna possui uma área de 64.23 km² e sua população era de 3571 habitantes segundo o censo de 2007.